# 宮崎浩輔
宮﨑 浩輔（みやざき こうすけ、1971年10月1日 - ）は、NHKのチーフアナウンサー。

## 人物
大阪教育大学附属天王寺中学校、大阪教育大学附属高等学校天王寺校舎を経て青山学院大学法学部卒業後、1995年入局。
『お元気ですか日本列島』の企画で短期間で25kgの減量に成功した。
2019年に誕生した娘が同じ誕生日である。
好きな食べ物はお好み焼き定食。

## 現在の担当番組・業務
- 石川県・北陸地方のニュース
  - newsかがのと
- おはよう北陸（不定期）
- ウイークエンド中部 - 北陸7Daysキャスター（2023年9月以降は浅野達朗のキャスター代行）
- 緊急報道（金沢放送局発）

## 過去の担当番組
金沢放送局時代（1度目）
- みまっしワイド
- 石川県のニュース・中継・リポート

東京アナウンス室時代
- インターネット ディベート
- お元気ですか日本列島
- ひるどき日本列島（2003年4月 - 2004年3月）
- こんにちはいっと6けん（金曜日のみ、2005年4月 - 2006年3月）
- 首都圏ネットワーク

17時台　2004年4月 - 2006年3月
18時台　2006年4月 - 2007年3月
- 首都圏ニュース845（2006年4月 - 2007年3月）

金沢放送局時代（2度目）
- デジタル百万石（メインキャスター、2007年4月 - 2010年3月）
- かがのとイブニング（メインキャスター、2010年4月 - 2013年3月）
- ニュースいしかわ845（不定期）
- あさイチ“JAPA”なび - イマこそ訪ねたい!“りくつなぁ”石川・加賀温泉郷（2012年5月31日）
- ひるブラ 〜石川県輪島市・金蔵地区〜（2012年10月2日）、〜石川県七尾市・一本杉商店街〜（2012年10月3日）

奈良放送局時代
- アナウンス統括
- なら845（不定期）
- ならナビ（キャスター代打、編集責任者）

金沢放送局時代（3度目）
- かがのとイブニング（編集責任者、越塚優、山内泉、　松岡忠幸[注釈 1]・浅野達朗らのキャスター代行など）
- いしかわ令和プレミアム - 司会
- じわもんラジオ（不定期）
- NHKジャーナル（山田康弘休暇の代理・2018年8月20日 - 2018年8月24日）
- 旅ラジ!90アナウンサー[注釈 2]（2018年11月7日）石川県加賀市から
- ニュースいしかわ845（不定期）
- ニュースいしかわ645（不定期）
- おはよう石川→おはようかがのと（不定期）